# Line Jahr
Pour les articles homonymes, voir Jahr.
Line Jahr, née le 16 janvier 1984 à Drammen, est une sauteuse à ski norvégienne originaire de Vikersund.

## Biographie
Line Jahr a trois frères qui faisaient du saut à ski, elle a commencé avec eux à l'âge de 5 ans.
Line Jahr suit un parcours scolaire à l'École norvégienne d'élite (no) de Lillehammer de 2000 jusqu'à son diplôme en 2003,,, puis étudie le droit également à Lillehammer.
Son compagnon Fredrik Bjerkeengen est également un sauteur à ski.

## Parcours sportif
Line Jahr commence la compétition à 14 ans. Depuis ce moment, elle est l'une des principales représentantes norvégiennes en saut à ski. Elle est Licenciée au club de Vikersund.
Elle commence les concours internationaux en janvier 2003, ce sont alors des concours « FIS », il n'y a pas encore de Coupe organisée sur une saison. Au cours des hivers 2003 et 2004, Line Jahr prend part à douze autres épreuves « FIS », ses meilleurs résultats étant une place de 4e le 18 janvier 2003 à Villach derrière Daniela Iraschko, Anette Sagen et Lindsey Van, et 4e aussi à Oslo le 29 février 2004 sur le tremplin K115 de Holmenkollen derrière Sagen et Iraschko premières ex aequo et Van.

### Coupe continentale
Elle dispute sa première épreuve de Coupe continentale de saut à ski à Park City le 23 juillet 2004 : elle obtient la 4e place.
Depuis l'origine de la coupe continentale, jusqu'à l'été 2011, Line Jahr a participé à 123 épreuves, montant 25 fois sur le podium, et remportant trois victoires à Bischofshofen le 7 août 2005, et à Lillehammer le 14 septembre 2008, le 28 août 2009 et le 20 septembre 2015. Elle termine 4e au classement général en 2005 et en 2006.

### Coupe du monde et Jeux olympiques
Line Jahr participe aux Championnats du monde de ski nordique 2009 à Liberec où elle se classe à la neuvième place. Aux Championnats du monde de ski nordique 2011 à Oslo, elle termine à la dixième place. 
En Coupe du monde de saut à ski, Line Jahr ne compte aucun podium. Sa meilleure performance est une quatrième place à Zaō en mars 2012 et à Planica en mars 2014. Son meilleur classement général est une douzième place en 2014-2015.
En 2014, elle participe au premier concours féminin de saut à ski et se classe neuvième à Sotchi. Un an plus tard, elle aux Championnats du monde de Falun, elle remporte une médaille d'argent sur le concours par équipes mixtes, son seul podium dans une compétition majeure.
En 2017, elle prend la décision définitive d'une retraite sportive, après une blessure au genou contractée lors de la saison 2015-2016.

## Palmarès

### Jeux olympiques
| Épreuve / Édition | Sotchi 2014 |
| Saut à ski        | 9e          |

### Championnats du monde
| Épreuve / Édition  | Liberec 2009                     | Oslo 2011                        | Val di Fiemme 2013 | Falun 2015 |
| Individuel         | 9e                               | 10e                              | 37e                | 19e        |
| Par équipes mixtes | Épreuve inexistante à cette date | Épreuve inexistante à cette date |                    | Argent     |

### Coupe du monde
- Meilleur classement général : 12e en 2015.
- Meilleur résultat individuel : 4e.

#### Classements généraux annuels
| Année | Rang |
| 2012  | 14e  |
| 2013  | 13e  |
| 2014  | 14e  |
| 2015  | 12e  |
| 2016  | 29e  |

### Coupe continentale
- Meilleur classement général : 4e en 2005 et 2006.
- 25 podiums, dont 4 victoires.

### Grand Prix
- 6e du classement général en 2015.
- 2 podiums.